# 透明長鰭蝠魚
透明長鰭蝠魚（學名：Dibranchus accinctus），為輻鰭魚綱鮟鱇目棘茄魚亞目棘茄魚科的其中一種，分布於西印度洋海域，屬深海底棲性魚類，棲息深度1510-1600公尺，體長可達17.5公分，生活習性不明。

## 扩展阅读
維基物種上的相關：透明長鰭蝠魚